# Тренто (провинция)
Тре́нто (итал. Provincia di Trento, нем. Provinz Trient, ладинск. Provinzia de Trent; цимбр. Provintz vo Tria, мокен. Provinz va Trea't), известная также под неофициальным названием Трентино (итал. Trentino, ладинск. Trentin)  ― автономная провинция в Италии. Вместе с провинцией Больцано образует автономную область Трентино-Альто-Адидже. Административным центром является город Тренто.
Благодаря распространению (помимо итальянского) также ладинского и немецкого языков, провинция имеет специальный статус с официальным названием Автономная провинция Тре́нто (итал. Provincia autonoma di Trento, нем. Autonome Provinz Trient, ладинск. Provinzia Autonoma de Trent; цимбр. Sèlbstendig Provintz vo Tria, мокен. Autonome Provinz va Trea't).
В составе Европейского союза провинция является частью еврорегиона Тироль — Южный Тироль — Трентино, границы которого практически полностью совпадают с границами исторического региона Тироль.

## География
Провинция Тренто целиком покрыта горами, которые в центре пересекает долина реки Адидже. Основные города провинции расположены в этой долине, исторически бывшей одним из основных путей через Альпы, соединяющих Италию с Центральной Европой. Другие долины — Валь-ди-Нон, Валь-ди-Соле, Валь Джудикарие, долгое время являвшаяся предметом территориального спора между Тренто и Брешиа, Валь-ди-Фьемме и другие.
Провинция знаменита своими горами. В частности, она включает Доломитовые Альпы, существенную часть Южных Альп.

## Фауна
В октябре 2024 года более 98 % жителей региона Валь-ди-Соле при проведении организованного властями опроса заявили, что считают присутствие медведей и волков в густонаселённом регионе опасностью после случаев нападения на людей. При этом, волки и медведи являются охраняемым видом.

## Языки
В противоположность провинции Больцано, в провинции Тренто говорят в основном на итальянском, хотя существуют островки, где основным языком является немецкий.

## Административное деление
Провинция разделена на 166 административных единиц — коммун. Они объединённы в 15 сообществ долины и город Тренто с пригородами.

### Коммуны провинции Тренто
- Авио
- Ала
- Альбиано
- Альдено
- Альтавалле
- Альтопьяно-делла-Виголана
- Амблар-Дон
- Андало
- Арко
- Базельга-ди-Пине
- Бедолло
- Безенелло
- Берсоне
- Бледжо-Инфериоре
- Бледжо-Супериоре
- Больбено
- Бондо
- Бондоне
- Борго-Вальсугана
- Боченаго
- Брегуццо
- Брезимо
- Брентонико
- Брец
- Брионе
- Бьено
- Валларса
- Вальфлориана
- Варена
- Верво
- Вермильо
- Веццано
- Виго-ди-Фасса
- Виго-Рендена
- Вилла-Лагарина
- Вилла-Рендена
- Виньола-Фалезина
- Волано
- Гарнига-Терме
- Гриньо
- Дамбель
- Даоне
- Даре
- Даяно
- Денно
- Джово
- Джустино
- Дзамбана
- Дзиано-ди-Фьемме
- Дзукло
- Димаро
- Дорсино
- Дрена
- Дро
- Змарано
- Изера
- Имер
- Кавалезе
- Каварено
- Каведаго
- Каведине
- Кавиццана
- Кадерцоне
- Каллиано
- Кальдес
- Кальдонаццо
- Кальчераника-аль-Лаго
- Кампителло-ди-Фасса
- Камподенно
- Каналь-Сан-Бово
- Канацеи
- Каньо
- Каприана
- Карано
- Каризоло
- Карцано
- Кастелло-Молина-ди-Фьемме
- Кастелло-Тезино
- Кастель-Ивано
- Кастель-Кондино
- Кастельнуово
- Кастельфондо
- Клес
- Клоц
- Комано-Терме
- Коммедзадура
- Кондино
- Коредо
- Кровьяна
- Кунево
- Лавароне
- Лавис
- Лардаро
- Левико-Терме
- Ледро
- Ливо
- Лизиньяго
- Ломазо
- Лона-Лазес
- Лузерна
- Мадруццо
- Мале
- Малоско
- Массимено
- Маццин
- Медзана
- Медзано
- Медзокорона
- Медзоломбардо
- Молина-ди-Ледро
- Мольвено
- Монклассико
- Монтанье
- Мори
- Моэна
- Наве-Сан-Рокко
- Наго-Торболе
- Нанно
- Новаледо
- Ногаредо
- Номи
- Оспедалетто
- Оссана
- Падерньоне
- Палу-дель-Ферсина
- Панкья
- Пейо
- Пеллиццано
- Пелуго
- Перджине-Вальсугана
- Пинцоло
- Помароло
- Поцца-ди-Фасса
- Празо
- Предаццо
- Преоре
- Преццо
- Примьеро-Сан-Мартино-Ди-Кастроцца
- Пьеве-ди-Боно
- Пьеве-ди-Ледро
- Пьеве-Тезино
- Рабби
- Раголи
- Рево
- Рива-дель-Гарда
- Ровере-делла-Луна
- Роверето
- Ромалло
- Ромено
- Ронки-Вальсугана
- Ронконе
- Ронцо-Кьенис
- Ронцоне
- Ронченьо-Терме
- Румо
- Руффре-Мендола
- Сагрон-Мис
- Самоне
- Сан-Лоренцо-ин-Банале
- Сан-Микеле-аль-Адидже
- Сант-Орсола-Терме
- Сандзено
- Сарнонико
- Сегондзано
- Скурелле
- Совер
- Сорага-ди-Фасса
- Спормаджоре
- Спорминоре
- Спьяццо
- Стенико
- Сторо
- Стрембо
- Сфруц
- Тайо
- Тассулло
- Тезеро
- Тельве
- Тельве-ди-Сопра
- Тенна
- Тенно
- Терлаго
- Терраньоло
- Террес
- Терцолас
- Тон
- Торченьо
- Трамбилено
- Тренто
- Трес
- Туэнно
- Тьоне-ди-Тренто
- Фаи-делла-Паганелла
- Фаэдо
- Фьероццо
- Флавон
- Фольгария
- Фондо
- Форначе
- Фрассилонго
- Фьяве
- Чембра
- Чивеццано
- Чимего
- Чимоне
- Чинте-Тезино
- Чис